# Tapu (fleuve)
Le fleuve Tapu  (en anglais : Tapu River) est  un cours d’eau de la Péninsule de Coromandel dans l’Île du Nord de la Nouvelle-Zélande.

## Géographie
Il s’écoule vers l’ouest à partir de la chaîne de Coromandel (en), atteignant le Firth of Thames au niveau de la ville de Tapu,  à approximativement à mi-chemin entre la ville de Thames et de Coromandel.